# Campina do Simão
Campina do Simão is een gemeente in de Braziliaanse deelstaat Paraná. De gemeente telt 4.272 inwoners (schatting 2009).

## Aangrenzende gemeenten
De gemeente grenst aan Goioxim, Guarapuava, Santa Maria do Oeste en Turvo.